# Theodor Acker
Theodor Acker (* 11. Juni 1899 in Kusel; † Oktober 1986 in Freiburg im Breisgau) war von 1949 bis 1964 Präsident der Bundesbahndirektion Mainz.

## Karriere
Theodor Acker studierte an der Technischen Hochschule Karlsruhe und schloss als Diplomingenieur ab. Später promovierte er zum Dr. rer. pol. Er  legte die Staatsprüfung für den höheren Baudienst ab und begann sein Berufsleben 1923 bei der Deutschen Reichsbahn.
Er war Dezernent in verschiedenen Reichsbahndirektionen im Bau- und Betriebsdienst und der Betriebswirtschaft. 1931 stand er dem Betriebsamt Karlsruhe 3 vor. Am Ende des Zweiten Weltkriegs leitete er die Bauabteilung der Reichsbahndirektion Mainz. 1946 wurde die Eisenbahn in der Französischen Besatzungszone neu organisiert: Die französische Besatzungsmacht übernahm die Leitung der Eisenbahn selbst, die deutsche Fachkompetenz wurde im Verbindungsamt der deutschen Eisenbahnen der französisch besetzten Zone (VADE) konzentriert. Hier war Theodor Acker Leiter der Bauabteilung, eine schwierige Aufgabe angesichts der Zerstörungen und des Materialmangels.  Die Abteilungsleiter des VADE hatten einen aus ihren Reihen zum „Beratenden Delegierten der VADE“ zu bestimmen. Diese Wahl fiel auf Theodor Acker und wurde vom Chef des Détachement d’Occupation des Chemins de fer Français (DOFC) bestätigt. Der „Beratende Delegierte“ – und damit Theodor Acker – war faktisch die Spitze des VADE (eine rechtliche Regelung fehlte). Aus dieser Position heraus organisierte er die Betriebsvereinigung der Südwestdeutschen Eisenbahnen (SWDE) mit.

## Direktionspräsident

Sonder-Amtsblatt zum Amtsantritt als Präsident der Eisenbahndirektion Mainz

Zum 2. September 1949 wurde er Präsident der Bundesbahndirektion Mainz, die damals noch zur Betriebsvereinigung der Südwestdeutschen Eisenbahnen (SWDE), nicht zur wenige Tage später gegründeten Deutschen Bundesbahn gehörte. In seine Amtszeit fiel der Wiederaufbau und die folgenden Modernisierungen, etwa der Beginn der Streckenelektrifizierung, der Neubau des Direktionsgebäudes an Stelle des kriegszerstörten Direktionsgebäudes in Mainz noch aus der Zeit der Hessischen Ludwigsbahn oder die Planung für den Neubau des Eisenbahnknotens Ludwigshafen Hauptbahnhof (eröffnet 1969).
Mit Erreichen der Altersgrenze schied er zum 30. Juni 1964 als Präsident der Bundesbahndirektion Mainz aus und ging in den Ruhestand. Aus diesem Anlass und wegen seiner Verdienste um den Wiederaufbau der Bahn nach dem Krieg verlieh ihm der Bundespräsident das große Verdienstkreuz des Verdienstordens der Bundesrepublik Deutschland. Sein Nachfolger wurde Hermann Klein.

## Privat
Theodor Acker war mit Dr. Elisabeth Maria Gertrud, geborene Wulff, verheiratet. Sie wohnten bis 1962 in Mainz, als sie nach Wiesbaden umzogen. Nachdem er in den Ruhestand gegangen war, verzog er nach Freiburg.

## Wissenswert
Theodor Acker betätigte sich als Büttenredner.

### Werke
- Die Bundesbahndirektion Mainz, Rückblick und Überblick. In: Bundesbahndirektion Mainz (Hrsg.): Die Bundesbahndirektion Mainz. Festschrift zur sechzigjährigen Wiederkehr der Gründung der Eisenbahndirektion Mainz. Carl Röhrig, Darmstadt 1956 = Sonderdruck aus Die Bundesbahn 22/1956, S. 9–22.
  - 60 Jahre Bundesbahndirektion Mainz. In: Die Freiheit. 1. Februar 1957 = Auszug aus der zuvor aufgeführten Festschrift.
- 60 Jahre Eisenbahndirektion Mainz. In: Staatszeitung für Rheinland-Pfalz. Band 8, Nr. 10, 10. März 1957 und Nr. 11, 17. März 1957.
- Die Modernisierung der Bundesbahn im mittelrheinischen Raum. In: 2000 Jahre Mainz. 1. Sonderbeilage zum Jubiläumsjahr 1962 der Stadt Mainz vom 5. Mai 1962. [Ohne Seitenzählung].
- Das neue Hasslocher Bahnhofsgebäude. Ansprache von Theodor Acker. In: Die Pfalz am Rhein. Band 35, 1962, S. 14f.
- Eisenbahner und Eisenbahnerinnen! [Verabschiedung]. In: Bundesbahndirektion Mainz (Hg.): Amtsblatt der Bundesbahndirektion Mainz vom 26. Juni 1964, S. 147.